# The Beginning
The Beginning je kompilacija danskog heavy metal-sastava Mercyful Fate. Diskografska kuća Roadrunner Records objavila ga je 24. lipnja 1987. Sadrži pjesme s EP-a Mercyful Fate i druge inačice pjesama s albuma Melissa.

## Popis pjesama
| 1.    | »Doomed by the Living Dead«     | 5:09  |
| 2.    | »A Corpse Without Soul«         | 6:59  |
| 3.    | »Nuns Have No Fun«              | 4:21  |
| 4.    | »Devil Eyes«                    | 5:53  |
| 5.    | »Curse of the Pharaohs« (uživo) | 3:53  |
| 6.    | »Evil« (uživo)                  | 4:03  |
| 7.    | »Satan's Fall« (uživo)          | 10:31 |
| 8.    | »Black Masses«                  | 4:32  |
| 45:21 |                                 |       |

| Bonus pjesma na reizdanju iz 1997. | Bonus pjesma na reizdanju iz 1997. | Bonus pjesma na reizdanju iz 1997. | Bonus pjesma na reizdanju iz 1997. | Bonus pjesma na reizdanju iz 1997. | Bonus pjesma na reizdanju iz 1997. | Bonus pjesma na reizdanju iz 1997. | Bonus pjesma na reizdanju iz 1997. | Bonus pjesma na reizdanju iz 1997. | Bonus pjesma na reizdanju iz 1997. |
| Br.                                | Skladba                            | Trajanje                           |                                    |                                    |                                    |                                    |                                    |                                    |                                    |
| ---------------------------------- | ---------------------------------- | ---------------------------------- | ---------------------------------- | ---------------------------------- | ---------------------------------- | ---------------------------------- | ---------------------------------- | ---------------------------------- | ---------------------------------- |
| 9.                                 | »Black Funeral«                    | 2:52                               |                                    |                                    |                                    |                                    |                                    |                                    |                                    |
| 48:13                              |                                    |                                    |                                    |                                    |                                    |                                    |                                    |                                    |                                    |

- Pjesme 1. – 4. pojavile su se na EP Mercyful Fate.
- Pjesme 5. – 7. snimljene su tijekom nastupa u studiju BBC-a.
- Pjesma 8. snimljena je tijekom snimanja albuma Melissa.

## Zasluge
| Mercyful Fate - Hank Shermann – gitara - King Diamond – vokal - Timi Grabber – bas-gitara - Kim Ruzz – bubnjevi - Michael Denner – gitara | Ostalo osoblje - Jacob Jørgensen – inženjer zvuka (pjesma 8.) - Tony Wilson – produkcija (pjesme 5. – 7.) - Jac. Hustinx – produkcija (pjesme 1. – 4.) - Willem Steentjes – inženjer zvuka (pjesme 1. – 4.) - David Dade – inženjer zvuka (pjesme 5. – 7.) - Henrik Lund – produkcija (pjesma 8.) |